# إشتفان هورفاث
إشتفان هورفاث (بالمجرية: Horváth István)‏ هو سياسي مجري، ولد في 1 سبتمبر 1935 في المجر. حزبياً، نشط في حزب العمال الاشتراكي المجري. انتخب عضو الجمعية الوطنية المجرية.

## روابط خارجية
- إشتفان هورفاث على موقع مونزينجر (الألمانية)